# Tephrosia coriacea
Tephrosia coriacea är en ärtväxtart som beskrevs av George Bentham. Tephrosia coriacea ingår i släktet Tephrosia och familjen ärtväxter. Inga underarter finns listade i Catalogue of Life.